# Audita tremendi

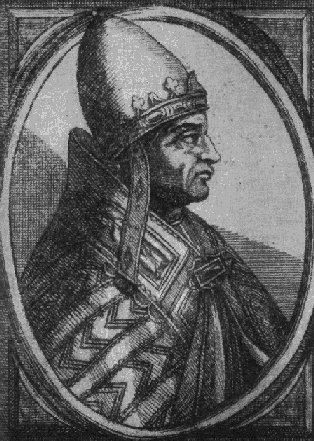
Paus Gregorius VIII

Audita Tremendi (Latijn voor Gehoord hebbende de verschrikkingen - als verwijzing naar de nederlaag) was een pauselijke bul, uitgevaardigd door paus Gregorius VIII op 29 oktober 1187, die opriep tot een derde kruistocht naar het Heilige Land.

## Inhoud
De bul werd de dag na Gregorius’ troonsbestijging uitgevaardigd als reactie op de nederlaag van het koninkrijk Jeruzalem bij de Slag bij Hattin op 4 juli 1187. Jeruzalem was op 2 oktober inmiddels veroverd door Saladin, maar dat nieuws had het pauselijk hof nog niet bereikt.
De bul verwees naar de val van Jeruzalem, die voortkwam uit de beleden zonden in het Westen. Daarom moest het christendom boete doen. Iedereen die mee zou doen aan de nieuwe kruistocht zou kerkelijke bescherming krijgen voor zijn eigendommen. 